# Abburu, Krishnarajanagara
Abburu là một làng thuộc tehsil Krishnarajanagara, huyện Mysore, bang Karnataka, Ấn Độ.